# مایک رایلی
 مایک رایلی  (به انگلیسی: Mike Riley) (زاده ۱۷ دسامبر ۱۹۶۴ - لیدز) داور سابق اهل انگلستان است.
وی داوری را از دهه ۱۹۸۰ شروع کرده و از سال ۱۹۹۹ تا ۲۰۰۹ میلادی در لیست داوران فیفا قرار داشته‌است.